# Oleksandr Šaparenko
Oleksandr Maksymovyč Šaparenko (in ucraino Олександр Максимович Шапаренко?, in russo Александр Максимович Шапаренко?, Aleksandr Maksimovič Šaparenko; Stepanivka, 16 febbraio 1946) è un ex canoista sovietico, dal 1991 ucraino.

## Palmarès

### Olimpiadi
- 3 medaglie:
  - 2 ori (Città del Messico 1968 nel K2 1000 metri; Monaco di Baviera 1972 nel K1 1000 metri)
  - 1 argento (Città del Messico 1968 nel K1 1000 metri)

### Mondiali
- 13 medaglie:
  - 7 ori (Berlino Est 1966 nel K1 1000 metri; Berlino Est 1966 nel K2 1000 metri; Copenaghen 1970 nel K1 1000 metri; Tampere 1973 nel K1 10000 metri; Sofia 1977 nel K4 10000 metri; Belgrado 1978 nel K4 10000 metri; Duisburg 1979 nel K4 10000 metri)
  - 2 argenti (Città del Messico 1974 nel K1 10000 metri; Sofia 1977 nel K4 1000 metri)
  - 4 bronzi (Berlino Est 1966 nel K4 1000 metri; Belgrado 1971 nel K1 1000 metri; Tampere 1973 nel K1 1000 metri; Duisburg 1979 nel K4 1000 metri)